# قائمة المخلوقات الأسطورية اليابانية
هذه القائمة تضم الأشباح واليوكاي واليوريه والاوباكي والعديد من المخلوقات الاسطورية الأخرى التي برزت في التراث الشعبي والأساطير اليابانية، مرتبة ترتيبا أبجديا.

## أ
- أبورا-أكاجو: شبح رضيع يلعق الزيت من مصابيح أندون.
- أبورا-سوماشي: روح تعيش في ممر جبلي في محافظة كوماموتو.
- أكانامي: الروح التي تلعق دورات المياه القذرة.
- أكاشيتا: المخلوق الذي يظهر في سحابة سوداء فوق بوابة سد.
- أكاتيكو: يد حمراء تتدلى من على شجرة.
- أكوروكاموي: وحش آينو يشبه السمك أو الاخطبوط.
- أكوروجين-نو-هي: نار شبحية من محافظة ميه.
- أمانوجاكو: شيطان صغير يحرض الناس على الشر.
- أمانوزاكو: إلاهة ذكرت في الكجيكي.

## ب
- باكي-كوجيرا: هيكل عظمي شبحي لحوت ينجرف بطول ساحل محافظة شيمانه.
- باشان: وحش كبير يشبه الدجاجة يخرج نارا من فمه.
- بيتوبيتو-سان: روح خفية تتبع الناس ليلا، محدثة صوت وقع أقدام.
- بنبوجامي: روح الفقر.